# Список акронімів української мови (П)
Список акронімів української мови, які починаються з літери «П»:
- ПА ГУАМ — Парламентська асамблея ГУАМ
- ПА НАТО — Парламентська асамблея НАТО
- ПА ОБСЄ — Парламентська асамблея Організації з безпеки і співробітництва в Європі
- ПА ОЧЕС — Парламентська асамблея Організації Чорноморського економічного співробітництва
- ПАЗ — Павловський автобусний завод
- ПАПЦ — Польська автокефальна православна церква
- ПАР — Південно-Африканська Республіка
- ПАРЄ — Парламентська асамблея Ради Європи
- ПАС — Південно-Африканський Союз
- ПАСК — Парааміносаліцилова кислота
- ПАТ — Публічне акціонерне товариство
- ПАЦ — Передатестаційний цикл
- ПБК — Південний берег Криму
- ПВА — Полівінілацетат
- ПВЛ — Повість временних літ
- ПВХ — Полівінілхлорид
- ПВЩ — Поліетилен високої щільності
- ПГУ КДБ — Перше головне управління КДБ СРСР
- ПДВ — Податок на додану вартість
- ПДК — Пульт дистанційного керування
- ПДП — Прямий доступ до пам'яті
- ПДР — Правила дорожнього руху
- ПДЧ — План дій щодо членства в НАТО
- ПЕБ — Паливно-енергетичний баланс
- ПЕК — Паливно-енергетичний комплекс
- ПЕТ — Поліетилентерефталат
- ПЕШ — Подвійний електричний шар
- ПЄГ — Північно-Європейський газопровід («Північний потік»)
- ПЗ — Програмне забезпечення
- ПЗВ — Пристрій захисного відключення
- ПЗЗ — Плата за з'єднання
- ПЗЗ — Позитивний зворотний зв'язок
- ПЗЗ — Прилад із зарядовим зв'язком
- ПЗП — Постійний запам'ятовувальний пристрій
- ПЗРК — Переносний зенітно-ракетний комплекс
- ПЗФ — Природно-заповідний фонд України
- ПІБ — Прізвище, ім'я, по-батькові
- ПіС — «Право і справедливість»
- ПК — Персональний комп'ютер
- ПКВМ — Програмована користувачем вентильна матриця
- ПКВО — Північно-Кавказький військовий округ
- ПКЗ — Плавуча казарма
- ПКС — Паритет купівельної спроможності
- ПКУ — Податковий кодекс України
- ПЛІС — Програмована логічна інтегральна схема
- ПЛК — Програмований логічний контролер
- ПЛР — Полімеразна ланцюгова реакція
- ПММ — Паливно-мастильні матеріали
- ПМОП — Підрозділ міліції особливого призначення «Беркут»
- ПМР — Придністровська Молдавська Республіка
- ПМС — Передменструальний синдром
- ПМС — Приватизаційний майновий сертифікат
- ПНА — Палестинська національна адміністрація
- ПНБ — Прилад нічного бачення
- ПНВТ — Паливний насос високого тиску
- ПНЖК — Поліненасичені жирні кислоти
- ПНР — Польська Народна Республіка
- ПОДА — Полтавська обласна державна адміністрація
- ПП — Політична партія
- ПП — Приватне підприємство
- ППБ — Підвісний паливний бак
- ППБ — Правила пожежної безпеки
- ППД — Пункт постійної дислокації
- ППІ — Прикладний програмний інтерфейс
- ППКП — Прилад приймально-контрольний пожежний
- ППО — Протиповітряна оборона
- ППП — Посвідка на постійне проживання
- ППП — Публічно-приватне партнерство
- ППС — Патрульно-постова служба
- ППС — Пожежно-прикладний спорт
- ПР — «Партія регіонів»
- ПРА — Пускорегулювальний апарат
- ПрАТ — Приватне акціонерне товариство
- ПрО — Предметна область
- ПРО — Протиракетна оборона
- ПРООН — Програма розвитку ООН
- ПС — Повітряні сили
- ПС — Правий сектор
- ПС ЗСУ — Повітряні сили Збройних сил України
- П(С)БО — Національне положення (стандарт) бухгалтерського обліку
- ПСК — Полярна система координат
- ПСМНЗ — Початковий спеціалізований мистецький навчальний заклад
- ПСПОП — Патрульна служба поліції особливого призначення України
- ПСР — Партія соціалістів-революціонерів
- ПТЗ — Протитанкова зброя
- ПТК — Природний територіальний комплекс
- ПТКР — Протитанкова керована ракета
- ПТМ — Підйомно-транспортні машини
- ПТРК — Протитанковий ракетний комплекс
- ПТС — Промислова територіальна система
- ПТСР — Посттравматичний стресовий розлад
- ПТУ — Професійно-технічне училище
- ПУ — Президент України
- ПУАЕС — Південноукраїнська атомна електростанція
- ПУЕ — Правила улаштування електроустановок
- ПУН — Провід українських націоналістів
- ПФ — Пенсійний фонд України
- ПФГ — Промислово-фінансова група
- ПФЛ — Професіональна футбольна ліга України
- ПФШ — Пентозофосфатний шлях
- ПХЛ — Професіональна хокейна ліга
- ПЦІ — Плезіохронна цифрова ієрархія
- ПЦУ — Православна церква України
- ПЦЧЗС — Православна церква Чеських земель і Словаччини
- ПЧ — Проміжна частота
- ПЧО — Протичовнова оборона
- ПША — Професійна шахова асоціація